# Barbara Trent
Barbara Trent (* 12. Juli 1946 in Chicago, Illinois) ist eine US-amerikanische Dokumentarfilmerin, Journalistin, Friedensaktivistin und Sozialarbeiterin.

## Leben
Barbara Trent wurde 1946 in Chicago, Illinois geboren.  Sie arbeitete zunächst bei Synergy Inc. in Carbondale (Illinois) in der Drogenprävention. Es folgte eine zweijährige Beschäftigung bei Aeon Alternatives. Danach folgten zwei weitere Jahre im Jackson County Community Mental Health Center. Von 1979 bis 1981 gründete und engagierte sie sich beim Rural Creative Workshop, einem Selbsthilfe-Workshop für schwarze Gemeinden. Unter Jimmy Carter wurde sie Expert Senior Training Specialist für das VISTA-Programm, das Armut und Obdachlosigkeit bekämpfen soll. 1981 bis 1983 arbeitete sie in Santa Monica, Kalifornien als freischaffende Beraterin. In dieser Funktion engagierte sie sich unter anderem bei der Aktion Pilgrimage for Peace, einer Karawane von 48 Friedensaktivisten, die zu den größten Arsenalen für Atomwaffen reisten, um dort zu demonstrieren.
Ihre Arbeit stellte sie unter das Thema Empowerment. Sie arbeitete als Journalistin und deckte mehrere kriminelle Aktivitäten innerhalb des Weißen Hauses, des Pentagon und der CIA auf. Dadurch wurde sie selbst Gegenstand von mindestens drei FBI-Ermittlungen.
Zwischen 1986 und 2006 drehte sie insgesamt acht Dokumentarfilme und produzierte einen weiteren. Mit dem Film The Panama Deception gewann sie gemeinsam mit David Kasper den Oscar für den Besten Dokumentarfilm. Sie gründete 1983 das Empowerment Project, ein Medien-Zentrum für Filmemacher. Von 1996 bis 1997 unterrichtete sie Dokumentarfilm an der University of North Carolina at Chapel Hill.

## Filmografie
- 1983: Bus to Topanga (Produktion)
- 1986: Destination Nicaragua (Ko-Regie/Koproduktion)
- 1988: COVERUP: Behind the Iran-Contra Affair (Regie/Produktion)
- 1992: The Panama Deception (Regie/Produktion)
- 2001: Is War the Answer? (Regie/Produktion)
- 2002: Days of Resistance (Regie/Produktion)
- 2004: Stand Up/Rise Up (Regie/Produktion)
- 2004: Waging Peace (Regie/Produktion)
- 2006: Soldiers Speak Out (Regie/Produktion)